# Jailton Almeida
Jailton Jesus Almeida Junior (Salvador, Bahía, Brasil; 28 de junio de 1991) es un artista marcial mixto brasileño que actualmente compite en la categoría de peso pesado de Ultimate Fighting Championship (UFC). Desde el 16 de mayo de 2023, está en la posición #9 del ranking de peso pesado de UFC.

## Biografía
Almeida nació en el vecindario de Brotas en la ciudad de Salvador, donde vive hasta hoy día, se interesó primeramente en el fútbol a través de su padre. A pesar de que el primer sueño de Almeida era ser un jugador de fútbol, la realidad de su condición económica se convirtió en un obstáculo luego de que necesitara R$10.000 para unirse a un club de fútbol. Terminó introduciéndose en el mundo de las peleas siguiendo los pasos de su padre, con Almeida empezando a entrenar boxeo a los 6 años de edad, e iniciando en el Jiu-jitsu brasileño a los 11. Finalmente terminó a entrenar artes marciales mixtas cuando sus compañeros de jiu-jitsu se lo presentaron. Luego de ello, su situación económica mejoró, al Almeida empezar a trabajar como portero y guardia, mientras intentaba trabajar en su sueño de convertirse en un peleador.
Almeida es hijo de padres divorciados y tiene 11 hermanos. Su hermano mayor Alexandre desapareció un día después de haberse involucrado con un sindicato criminal y nunca más fue visto de nuevo.

## Carrera de artes marciales mixtas

### Carrera temprana
Almeida acumuló un récord de 13–2 en el circuito regional de Brasil.

### Dana White's Contender Series
Luego de ganar el título de Thunder Fight, Almeida enfrentó a Nasrudin Nasrudinov en Dana White's Contender Series 39 el 14 de septiembre de 2021. Ganó la pelea por sumisión en el segundo asalto y recibió un contrato de UFC.

### Ultimate Fighting Championship
Almeida estaba programado para hacer su debut en la promoción contra Danilo Marques el 13 de noviembre de 2021, en UFC Fight Night 197. Sin embargo, Marques requirió cirugía por lo que la pelea fue reprogramada para el 5 de febrero de 2022, en UFC Fight Night 200. Almeida ganó la pelea por TKO en el primer asalto.

#### Subida a peso pesado
Como su segunda pelea en la organización, Almeida estaba programado para enfrenatar a Maxim Grishin el 21 de mayo de 2022, en UFC Fight Night 206. Sin embargo, Grishin se retiró de la pelea por razones desconocidas a fines de abril. Almeida decidió subir a peso pesado para enfrentar a Parker Porter. Ganó la pelea por rear-naked choke en el primer asalto.
Como la primera pelea de su nuevo contrato, Almeida estaba programado para enfrentar a Shamil Abdurakhimov en UFC 279 el 10 de septiembre de 2022. Sin embargo, Abdurakhimov fue forzado a retirarse por problemas de visado y fue reemplazado por Anton Turkalj en un peso pactado de 220 libras. Ganó la pelea por sumisión en el primer asalto. Esta victoria lo hizo merecedor de su primer premio de Actuación de la Noche.
La pelea contra Shamil Abdurakhimov fue reprogramada para UFC 280 el 22 de octubre de 2022. Sin embargo, el par fue trasladado y finalmente se enfrentaron en UFC 283. Almeida ganó la pelea por TKO en el primer asalto. Esta victoria lo hizo merecedor de su segundo premio de Actuación de la Noche.
Almeida enfrentó a Jairzinho Rozenstruik el 13 de mayo de 2023, en UFC on ABC 4. Ganó la pelea por sumisión en el primer asalto. Esta victoria lo hizo merecedor de su tercer premio de Actuación de la Noche.
Almeida estaba programado para enfrentar a Curtis Blaydes el 4 de noviembre de 2023, en UFC Fight Night 231. Sin embargo, Blaydes se retiró de la pelea por una lesión y fue reemplazado por el ex-retador titular de peso pesado de UFC Derrick Lewis. Ganó la pelea por decisión unánime.

#### 2024
Almeida enfrentó a Curtis Blaydes el 9 de marzo de 2024, en UFC 299. Perdió la pelea por nocaut técnico en el segundo asalto.
Almeida estaba programado para enfrentar a Alexander Volkov el 1 de junio de 2024, en UFC 302. Sin embargo, la pelea fue cancelada por razones no reveladas y Volkov fue reprogramado para UFC on ABC 6 contra Sergei Pavlovich. Almeida terminó enfrentándose a Alexander Romanov. Almeida ganó la pelea por sumisión en el primer asalto.

## Campeonatos y logros
- Ultimate Fighting Championship
  - Actuación de la Noche (Tres veces) vs. Anton Turkalj, Shamil Abdurakhimov y Jairzinho Rozenstruik[18][22][24]
- Fight On MMA
  - Campeonato de Peso Semipesado de FON (Una vez)
- Thunder Fight
  - Campeonato de Peso Semipesado de Thunder Fight (Una vez)

## Récord en artes marciales mixtas
| Récord profesional | Récord profesional | Récord profesional |
| 25 peleas          | 22 victorias       | 3 derrotas         |
| ------------------ | ------------------ | ------------------ |
| Nocaut             | 8                  | 2                  |
| Sumisión           | 13                 | 0                  |
| Decisión           | 1                  | 1                  |

| Resultado | Récord | Oponente                             | Método                        | Evento                                     | Fecha                    | Ronda | Tiempo | Localización                  | Notas                                                                           |
| --------- | ------ | ------------------------------------ | ----------------------------- | ------------------------------------------ | ------------------------ | ----- | ------ | ----------------------------- | ------------------------------------------------------------------------------- |
| Victoria  | 22–3   | Sergey Spivak                        | TKO (golpes)                  | UFC 311                                    | 18 de enero de 2025      | 1     | 4:53   | Inglewood, California         |                                                                                 |
| Victoria  | 21–3   | Alexander Romanov                    | Sumisión (rear-naked choke)   | UFC 302                                    | 1 de junio de 2024       | 1     | 2:27   | Newark, Nueva Jersey          |                                                                                 |
| Derrota   | 20–3   | Curtis Blaydes                       | TKO (golpes)                  | UFC 299                                    | 9 de marzo de 2024       | 2     | 0:36   | Miami, Florida                |                                                                                 |
| Victoria  | 20–2   | Derrick Lewis                        | Decisión (unánime)            | UFC Fight Night: Almeida vs. Lewis         | 4 de noviembre de 2023   | 5     | 5:00   | São Paulo                     |                                                                                 |
| Victoria  | 19–2   | Jairzinho Rozenstruik                | Sumisión (rear-naked choke)   | UFC on ABC: Rozenstruik vs. Almeida        | 13 de mayo de 2023       | 1     | 3:43   | Charlotte, Carolina del Norte | Actuación de la Noche.                                                          |
| Victoria  | 18–2   | Shamil Abdurakhimov                  | TKO (golpes)                  | UFC 283                                    | 21 de enero de 2023      | 2     | 2:56   | Río de Janeiro                | Actuación de la Noche.                                                          |
| Victoria  | 17–2   | Anton Turkalj                        | Sumisión (rear-naked choke)   | UFC 279                                    | 10 de septiembre de 2022 | 1     | 4:27   | Las Vegas, Nevada             | Pelea en peso pactado (220 lbs). Actuación de la Noche.                         |
| Victoria  | 16–2   | Parker Porter                        | Sumisión (rear-naked choke)   | UFC Fight Night: Holm vs. Vieira           | 21 de mayo de 2022       | 1     | 4:35   | Las Vegas, Nevada             | Regreso a peso pesado.                                                          |
| Victoria  | 15–2   | Danilo Marques                       | TKO (golpes)                  | UFC Fight Night: Hermansson vs. Strickland | 5 de febrero de 2022     | 1     | 2:57   | Las Vegas, Nevada             |                                                                                 |
| Victoria  | 14–2   | Nasrudin Nasrudinov                  | Sumisión (rear-naked choke)   | Dana White's Contender Series 39           | 14 de septiembre de 2021 | 2     | 1:49   | Las Vegas, Nevada             |                                                                                 |
| Victoria  | 13–2   | Edvaldo de Oliveira                  | Sumisión (rear-naked choke)   | Thunder Fight 24                           | 21 de febrero de 2021    | 1     | 3:40   | São Paulo                     | Ganó el Campeonato de Peso Semipesado de Thunder Fight.                         |
| Victoria  | 12–2   | Ildemar Alcântara                    | Sumisión (arm-triangle choke) | Thunder Fight 23                           | 11 de octubre de 2020    | 1     | 4:49   | São Bernardo do Campo         |                                                                                 |
| Victoria  | 11–2   | Leonardo Argemiro Vasconcelos Correa | TKO (golpes)                  | Future FC 11                               | 17 de enero de 2020      | 1     | 1:58   | São Paulo                     |                                                                                 |
| Victoria  | 10–2   | Ednaldo Oliveira                     | Sumisión (arm-triangle choke) | Fight On MMA 6                             | 13 de julio de 2019      | 2     | 1:51   | Salvador                      | Ganó el Campeonato Vacante de Peso Semipesado de FON. Debut en peso semipesado. |
| Victoria  | 9–2    | Rian Tavares                         | TKO (golpes)                  | Imperium MMA Pro 14                        | 16 de marzo de 2019      | 1     | 2:34   | Feira de Santana              |                                                                                 |
| Victoria  | 8–2    | Italo Nascimento                     | KO (golpes)                   | Premier Fight League 20                    | 23 de febrero de 2019    | 1     | 2:05   | Lauro de Freitas              | Debut en peso pesado.                                                           |
| Victoria  | 7–2    | Douglas Garcia                       | Sumisión (rear-naked choke)   | JF Fight Evolution 19                      | 20 de octubre de 2018    | 1     | 2:30   | Juiz de Fora                  |                                                                                 |
| Victoria  | 6–2    | David Allan                          | TKO (golpes)                  | Fight On: Solidário                        | 21 de julio de 2018      | 1     | 1:26   | Salvador                      |                                                                                 |
| Derrota   | 5–2    | Bruno Assis                          | Decisión (unánime)            | Shooto Brazil 80                           | 28 de enero de 2018      | 3     | 5:00   | Río de Janeiro                |                                                                                 |
| Victoria  | 5–1    | Anderson Oliveira do Nascimento      | Sumisión (rear-naked choke)   | Fight On MMA 5                             | 23 de septiembre de 2017 | 1     | 4:16   | Salvador                      |                                                                                 |
| Derrota   | 4–1    | Tyago Moreira                        | KO (puñetazo)                 | Katana Fight 3                             | 5 de agosto de 2017      | 1     | 0:16   | Colombo                       |                                                                                 |
| Victoria  | 4–0    | Fagner Rakchal                       | TKO (golpes)                  | Fight On MMA 4                             | 1 de abril de 2017       | 2     | 1:15   | Salvador                      | Debut en peso mediano.                                                          |
| Victoria  | 3–0    | Roberto Bispo Silva                  | Sumisión (rear-naked choke)   | Cross Fighting Championship 2              | 16 de enero de 2016      | 2     | 1:30   | Itabuna                       |                                                                                 |
| Victoria  | 2–0    | Leonardo Alves                       | Sumisión (rear-naked choke)   | Conquista Kombat Championship              | 17 de noviembre e 2012   | 1     | 0:49   | Vitória da Conquista          |                                                                                 |
| Victoria  | 1–0    | Diego Reis                           | Sumisión (rear-naked choke)   | Nocaute MMA Fight 2                        | 29 de septiemrbe de 2012 | 1     | N/A    | Eunápolis                     | Debut en peso wélter.                                                           |